# Нижние Буздуганы
Нижние Буздуганы (рум. Buzduganii de Jos, Буздуганий-де-Жос) — село в Унгенском районе Молдавии. Наряду с сёлами Валя-Маре, Верхние Буздуганы и Старые Морены входит в состав коммуны Валя-Маре.

## География
Село расположено на высоте 45 метров над уровнем моря.

## Население
По данным переписи населения 2004 года, в селе Буздуганий-де-Жос проживает 539 человек (265 мужчин, 274 женщины).
Этнический состав села:
| Национальность | Число жителей | Процентный состав |
| -------------- | ------------- | ----------------- |
| украинцы       | 325           | 60.3              |
| молдаване      | 183           | 33.95             |
| русские        | 27            | 5.01              |
| гагаузы        | 1             | 0.19              |
| прочие         | 3             | 0.56              |
| Всего          | 539           | 100%              |